# Ruisseau du Rabé
Le ruisseau du Rabé est une  rivière du Sud de la France et un sous-affluent de la Garonne par la Louge.

## Géographie
De 10,3 km de longueur, le ruisseau du Rabé est une rivière qui prend sa source sur la commune de Marquefave dans la Haute-Garonne et se jette dans la Louge sur la commune de Saint-Hilaire.

## Département et communes traversés
- Haute-Garonne : Marquefave, Capens, Longages, Noé, Lavernose-Lacasse, Le Fauga, Saint-Hilaire.

## Principaux affluents
- Ruisseau du Petit Rabé : 2,8 km
- La Nauze : 5 km